# Partido Liberal (Guatemala)
Partido Liberal fue un partido político en Guatemala.

## Historia
El partido se originó en el grupo Cacos anterior a la independencia, que estaba a favor de un sistema económico de libre mercado. Aunque luego implantaron políticas contradictorias como la encomienda, destruyendo por completo la propiedad privada como institución necesaria para el libre mercado. Se convirtió en el partido gobernante de la República Federal de América Central en 1830 cuando Francisco Morazán se convirtió en presidente. Sin embargo, una guerra civil condujo a la disolución de la federación y al Partido Conservador asumiendo el poder en Guatemala.
En 1871, el Partido Liberal regresó al poder cuando Miguel García Granados se convirtió en presidente. Una serie de presidentes liberales seguido, incluido Manuel Estrada Cabrera, que gobernó desde 1889 hasta 1920, cuando el Congreso lo declaró insano, y se eligió a Carlos Herrera Luna como su reemplazo.
Sin embargo, el partido recuperó el poder en 1921 cuando José María Orellana destituyó al presidente Carlos Herrera. Orellana fue elegido presidente formalmente el año siguiente. Los liberales ganaron los 69 escaños en las elecciones al Congreso de 1923, y el resultado se repitió en 1925.